# Teorema de Línnik
El teorema de Línnik en teoria analítica dels nombres respon a una qüestió que sorgeix de manera natural a partir del teorema de Dirichlet. Afirma que, si es nota p(a,d) el nombre primer més petit de la progressió aritmètica
{\displaystyle a+nd\,},
per a un nombre enter n> 0, on a i d són qualsevulla enters positius primers entre ells tals que 1 ≤ a ≤ d, existeixen nombres c i L positius tals que:
{\displaystyle p(a,d)<cd^{L}\,}.
El teorema s'anomena així en honor de Iuri Vladímirovitx Línnik (1915-1972) qui el va demostrar el 1944. Tot i que la demostració de Línnik demostra que c i L són efectivament calculables, no va donar cap valor numèric per a aquestes constants.
La constant L s'anomena la constant de Línnik la següent taula presenta els progressos que s'han ant fent per determinar el seu valor.
| L ≤   | Any de publicació | Autor                                                                   |
| 10000 | 1957              | Pan                                                                     |
| 5448  | 1958              | Pan                                                                     |
| 777   | 1965              | Chen                                                                    |
| 630   | 1971              | Jutila                                                                  |
| 550   | 1970              | Jutila                                                                  |
| 168   | 1977              | Chen                                                                    |
| 80    | 1977              | Jutila                                                                  |
| 36    | 1977              | Graham                                                                  |
| 20    | 1981              | Graham (presentat per a publicació abans de l'article de Chen del 1979) |
| 17    | 1979              | Chen                                                                    |
| 16    | 1986              | Wang                                                                    |
| 13.5  | 1989              | Chen and Liu                                                            |
| 5.5   | 1992              | Heath-Brown                                                             |

A més, segons els resultats de Heath-Brown la constant c és efectivament calculable.
Se sap que L ≤ 2 quasi per a tots els enters d.
Amb la hipòtesi generalitzada de Riemann es pot demostrar que 
{\displaystyle p(a,d)\leq \varphi (d)^{2}\ln ^{2}d\;,}
on {\displaystyle \varphi } és la funció Fi d'Euler.
També s'ha conjecturat que:
{\displaystyle p(a,d)<d^{2}\;.}